# Globe, Arizona
Globe je grad u američkoj saveznoj državi Arizona. Prema popisu stanovništva iz 2010. u njemu je živjelo 7,532 stanovnika.